# 2024 McLaughlin
2024 McLaughlin је астероид главног астероидног појаса са средњом удаљеношћу од Сунца која износи 2,325 астрономских јединица (АЈ).
Апсолутна магнитуда астероида је 12,9.